# Miyuki
Miyuki (jap. みゆき, ミユキ) – żeńskie imię japońskie.

## Możliwa pisownia
Miyuki można zapisać, używając wielu różnych znaków kanji i może znaczyć m.in.:
- 美幸, „piękne szczęście”
- 深雪, „głęboki śnieg”
- 美雪, „piękny śnieg”
- 美由紀,
- 幸, „szczęście” (występuje też inna wymowa tego imienia: Yuki)

## Znane osoby
- Miyuki Hatanaka (美雪), japońska narciarka, specjalistka narciarstwa dowolnego
- Miyuki Kano (美雪), japońska siatkarka
- Miyuki Kitagawa (みゆき), japońska mangaka
- Miyuki Maeda (美順), japońska badmintonistka
- Miyuki Matsushita (美由紀), japońska seiyū
- Miyuki Miyabe (みゆき), japońska autorka
- Miyuki Sawashiro (みゆき), japońska seiyū
- Miyuki Takahashi (みゆき), japońska siatkarka

## Fikcyjne postacie
- Miyuki Hoshizora (みゆき), jedna z głównych bohaterek anime Smile! Pretty Cure
- Miyuki Rokujō (深雪), bohaterka anime Strawberry Panic!
- Miyuki Takara (みゆき), bohaterka serii Lucky Star
- Miyuki Wakamatsu (みゆき), bohaterka Miyuki, mangi autorstwa Mitsuru Adachi